# Cinta DYMO

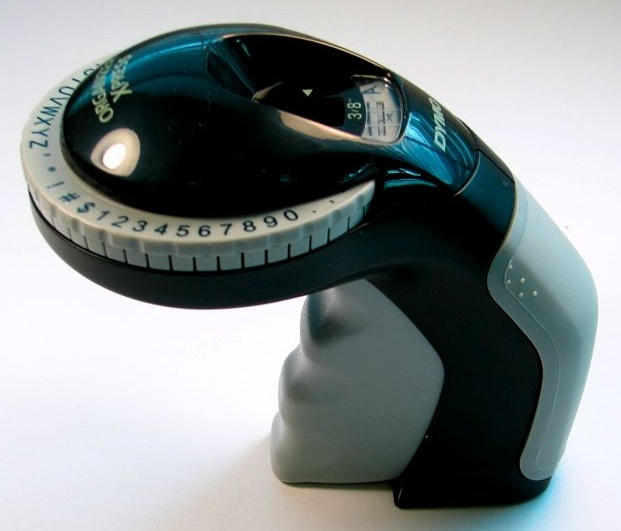
Etiquetadora en relleu de la marca Dymo

La cinta DYMO o cinta en relleu és un mitjà d'etiquetatge que empra normalment una cinta feta de plàstic dur. S'utilitza amb màquines impressores de relleu, normalment manuals.

## Història
El nom de l'empresa i la marca registrada " Dymo " s'associen normalment amb aquest tipus d'etiqueta, ja que el seu director general, Rudolph Hurwich, el va presentar per primera vegada com a producte de consum el 1958. La cinta de relleu s'ha substituït en gran part per la cinta d'impressió de transferència tèrmica utilitzada per les impressores d'etiquetes, però està tornant a ser popular a mesura que l'aspecte "vintage" es fa cada cop més popular

## Mètode
La màquina porta múltiples matrius de lletres relleu disposades sobre dues rodes paral·leles. Cada lletra té un dau positiu i un dau negatiu. Normalment, tots els encunys negatius es construeixen en una roda rígida situada a la part superior, mentre que els encunys positius es construeixen en una roda flexible dividida, similar a la roda de d'una impressora de margarida. L'usuari gira la roda per alinear el caràcter desitjat amb la cinta i després prem un gallet, que força el dau positiu contra la cinta, que deforma part de la cinta contra el dau negatiu. En deixar anar el disparador, un mecanisme fa avançar la cinta a la següent posició. Els caràcters en relleu destaquen de la cinta i semblen blancs per raó de l'estirament del plàstic.
La cinta en relleu i el propi dispositiu de relleu són relativament barats de comprar, normalment al voltant de 10 dòlars a les papereries. Per això, la cinta de relleu ha trobat popularitat entre els nens i adolescents. A diferència de les etiquetes de paper, la cinta de relleu és molt duradora, no s'esvaeix amb el pas del temps, rarament deixa un residu enganxós i no es trenca en treure-la.

## Etiquetadora Braille

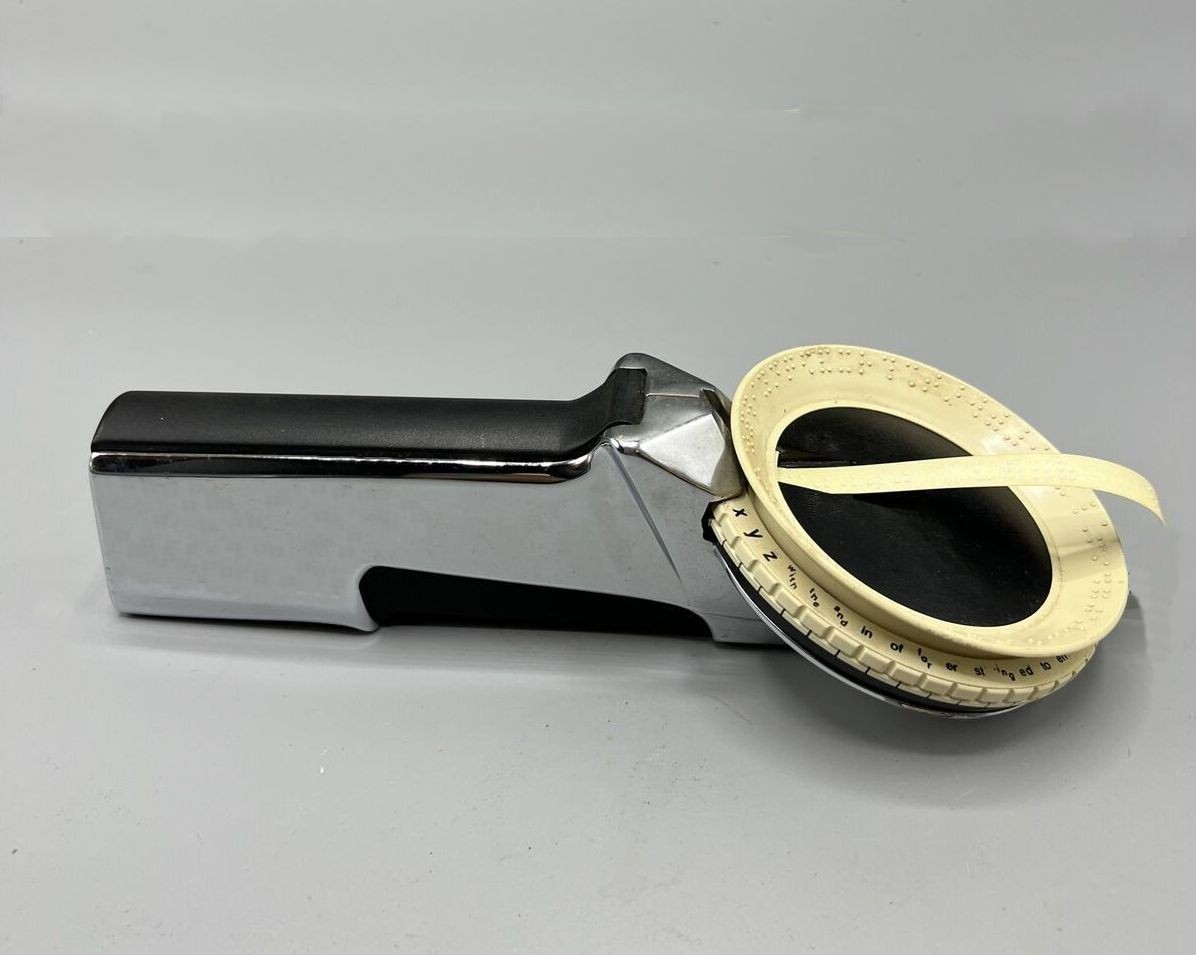
Etiquetadora en relleu per a codi Braille

Existeixen també unes etiquetadores Braille portàtils, fetes per diversos fabricants, Dymo, Scotch, Reizen.. que fan servir la mateixa mecànica i cintes que les de lletra normal però amb una roda Braille, i que són molt pràctiques per als invidents tant a la feina com a l'escola o la llar. Permeten emprar també cinta d'etiquetatge d'alumini, que està dissenyada específicament per ser utilitzada amb pissarres Braille y, es pot enganxar fàcilment a les superfícies que es volen etiquetar, sent més resistent al desgast que el vinil.

## Característiques
Per raó del mètode emprat pel gravat en relleu, les lletres només poden ser de color blanc. De vegades, el suport adhesiu de la cinta es pot debilitar, sobretot en contacte amb líquid o pols. La cinta és més rígida que la majoria dels altres materials d'etiquetatge i pot saltar si l'objecte etiquetat es doblega o sota la força de la seva curvatura original, si l'etiqueta no s'enganxa bé després d'haver estat impresa.

## Disseny gràfic
A causa de la imatge distinctivament industrial de la cinta en relleu, és habitual que els dissenyadors utilitzin imatges de cinta Dymo com a tipus de lletra. La pràctica va ser particularment comuna durant el període de disseny gràfic de la " tipografia grunge " dels anys 90 i 2000, que sovint utilitzava imatges compostes produïdes per ordinador. Bandes com Snow Patrol i The Libertines i el poeta Rick Holland han utilitzat lletres de cinta en relleu, evocant l'etiquetatge utilitzat per marcar les cintes magnètiques.